# 모이사나이트

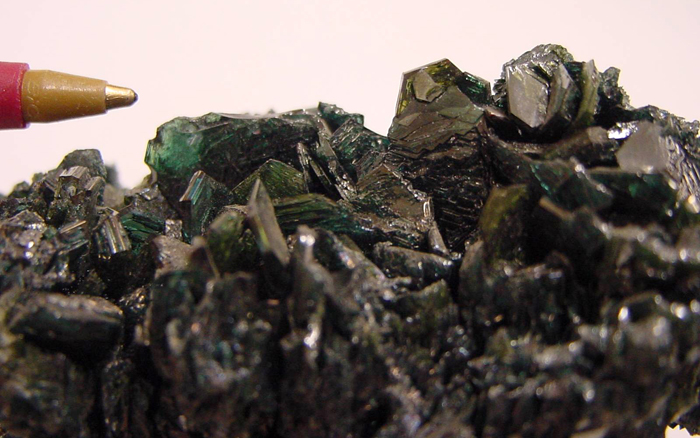
모이사나이트

모이사나이트(영어: Moissanite)는 앙리 무아상의 이름을 따온 탄화 규소 광물이다. 다이아몬드보다 굴절률이 높아 모조 다이아몬드로 널리 쓰이며 값은 다이아몬드의 1/10 정도이다.

## 같이 보기
- 큐빅
- 다이아몬드
- 약혼 반지
- 공정 무역